# Abuja
Abuja je glavni grad Nigerije. Prema popisu iz 2006. godine, grad i okolno područje ("Federal Capital Territory") imali su 778.567, a prema procjeni iz 2010. 1.352.679 stanovnika. Abuja je "planski" izgrađen grad, slično kao Brasília u Brazilu, a glavni je grad od 12. prosinca 1991. godine, kada je sjedište vlade premješteno u Abuju iz dotadašnjeg glavnog grada Nigerije, Lagosa.

## Povijest
Nigerijska vlada je nakon proglašenja neovisnosti države često razmišljala o preseljenju glavnog grada iz Lagosa, koji je jedan od najvećih afričkih gradova i u to doba se brzo povećavao. Nigerijska vlada je smatrala da će preseljenjem glavnog grada smanjiti pritisak stanovništva na Lagos i da će on prestati brzo rasti. Nastao je problem oko izbora lokacije novog glavnog grada s obzirom na to da Nigerija ima mnogo raznih etničkih skupina i pojavilo se pitanje na čijem teritoriju će biti glavni grad.
Izabran je teritorij u središtu države koji je izdvojen kao Savezni teritorij glavnog grada (Federal Capital Teritory) i na njemu je krajem 1970-ih godina počela izgradnja novog glavnog grada. Pozvan je jedan od najpoznatijih svjetskih arhitekata, Kenzo Tange iz Japana, koji je dizajnirao osnovnu strukturu grada. Stvoren je konzorcij američkih poduzeća koji je planski gradio grad. U novi grad su brzo počeli dolaziti doseljenici, tako da se vrlo brzo širio. Veći dio grada je sagrađen do 1980., a 1991. je službeno postao glavnim gradom. Abuja je izabrana za sjedište Ekonomske zajednice zapadnoafričkih zemalja (ECOWAS).

## Zemljopis
Abuja je smještena u središnjem dijelu Nigerije. Reljef oko grada je brdovit. Na sjevernom ulazu u grad je visoki monolit (kameno brdo u jednom komadu) Zuma Rock koji se uspoređuje s poznatim australskim monolitom Uluru. Na njemu je neobičan oblik koji podsjeća na lice čovjeka. Preko grada teče više vodenih tokova. Zapadno od grada je jezero Jabi koje je rekreacijski centar.
Klima je savanska. Godišnja količina padalina je velika, ali bitno manja nego u južnom dijelu Nigerije gdje prevladava prašumska klima. Većina kiše pada ljeti, a zimi je sušno razdoblje. Između kišnog i sušnog razdoblja često puše topli i suhi sjeverni vjetar harmatan koji puše iz Sahare i donosi pustinjski pijesak koji se često pojavljuju u Abuji. Temperature su cijele godine visoke. U okolici grada raste tipična savanska vegetacija (mnogo drveća, ali manje nego u pustinji i mnogo trave). Unutar grada postoji mnogo parkova sa savanskom vegetacijom.

## Znamenitosti
Najvažnija znamenitost je Nacionalna džamija. Značajne su zgrade vezane uz vlast (parlament, vrhovni sud). Abuja je planski sagrađen grad s pravilnom strukturom ulica. Ima mnogo parkova i zelenila. U središtu je poslovna zona s modernim zgradama. U poslovnoj zoni se planira sagraditi 170 m visok Milenijski toranj u modernom stilu koji bi bio druga zgrada po visini u Africi.

## Vanjske poveznice
- Službena stranica  Arhivirana inačica izvorne stranice od 2. veljače 2010. (Wayback Machine) (engl.)

### Ostali projekti
|  | Zajednički poslužitelj ima još gradiva o temi Abuja |